# كأس الأبطال الفرنسي 2013
كأس الأبطال الفرنسي 2013 (بالفرنسية: 2013 Trophée des Champions)‏ مباراة جمعت بين باريس سان جيرمان و‌جيروندان بوردو في 3 أغسطس 2013 على ملعب أنغونجي في مدينة ليبرفيل، الغابون، وفاز بها باريس سان جيرمان بنتيجة 2–1.

## وصلات خارجية
- باللغة الفرنسية